# 管理員的窺視
《管理員的窺視》是色色柴犬遊戲工作室和芒果派對開發的成人向角色扮演解謎遊戲，於2023年12月16日由芒果派對在Steam發行。故事講述一名大學女子宿舍的管理員，利用職權之便，收集住戶個人資料，繼而與住戶發生關係。

## 遊戲內容
《管理員的窺視》是一款以偷窺為主題的角色扮演解謎遊戲，玩家扮演一名大學女子宿舍的管理員，負責宿舍的日常雜務。主人公在入職首日設置閉路電視時，發現某一住戶的秘密，之後開始利用宿舍內閉路電視收集住戶的資料。日常雜務以小遊戲方式進行，有打掃、修洗衣機的水管和垃圾分類三種雜務，根據玩家在小遊戲中表現獲得一定金錢，金錢可用於升級角色技能和購買道具。宿舍的住戶有愛醬和秋月美咲兩人，玩家通過與角色對話，互聯網搜集、安裝隱秘攝影機等方式收集兩位住戶的資料。愛醬的路線要利用收集的資料威脅對方，秋月美咲的路線要利用資料拆散對方與男友的關係，繼而乘虛而入，此外還有三個支線角色可以攻略。

## 開發及發行
《管理員的窺視》由色色柴犬遊戲工作室和芒果派對開發，成人漫畫家貓伊光負責美術和角色設計，遊戲中加入了致敬《瞎攪和的技術》阿部高和的角色，芒果派對的看板娘「芒果醬」也作為可攻略角色登場。遊戲在2023年8月開設Steam商店頁面，芒果派對預計遊戲在年內第四季度發售。同年10月，Steam新品節上芒果派對推出遊戲試玩版。12月8日到10日舉行的G-EIGHT遊戲展期間，芒果派對在活動中展出作品並提供試玩版。12月16日，遊戲在Steam上架，支持中文及日文語音，原聲帶在同日以追加下載內容方式發佈。

## 反響及評價
遊戲在Steam發售後獲得壓倒性好評，發售初期獲得Steam韓國地區人氣排行榜第二名，引起韓國監管部門遊戲物管理委員會的關注，在委員會要求下，芒果派對在Steam韓國區下架遊戲。遊戲首週銷量超過10萬份，首月銷量超過22萬份，2024年3月28日，遊戲銷量超過30萬份。4Gamers編輯歪力認為遊戲受色情遊戲愛好者歡迎，除了選材，還有豐富的表現方式，小遊戲是像素風格，過場劇情則使用了角色立繪輔助敘事，部分場景還加入迷因增加趣味性。歪力還稱讚遊戲的解密內容「別出心栽」，讓攻略角色的過程有成功感。
開發商在2024年1月16日表示，將開發遊戲續作。